# Onslaught
 (avril 2022).
- Si vous ne connaissez pas le sujet, laissez ce bandeau (vous pouvez alors contacter les auteurs).
- Si vous supprimez le contenu mis en cause (vous pouvez préalablement contacter les auteurs),

argumentez précisément cette suppression dans la page de discussion
(un manque de référence n'est pas un argument ; une recherche réelle de référence doit avoir été effectuée, être formellement documentée).
 (avril 2022).
Pour l’article homonyme, voir Onslaught (homonymie).
Onslaught est un super-vilain évoluant dans l'univers Marvel de la maison d'édition Marvel Comics. Créé par les scénaristes Scott Lobdell, Mark Waid et le dessinateur Andy Kubert, le personnage de fiction apparaît dans le comic book X-Men (vol. 2) #53 en juin 1996.
Le personnage apparaît dans la saga « Onslaught », qui deviendra le plus long crossover des séries Marvel avant Civil War.
Onslaught a été décrit comme une entité psionique sensible, créée à partir de la conscience de deux mutants : le professeur Charles Xavier et Magnéto. Au cours d'une bataille entre les X-Men de Xavier et les Acolytes de Magnéto, le professeur Xavier utilise ses pouvoirs télépathiques pour dissiper l'esprit de Magnéto, l'amenant à un état catatonique. Plus tard dans la série, il est expliqué que l'aspect le plus sombre de l'esprit de Magnéto s'est échappé dans le subconscient de Xavier, « fusionnant » avec la nature la plus sombre de ce dernier, pour finalement former une entité à part.

## Historique de la publication

### Histoire originale
Dans l'édition américaine, l'histoire d'Onslaught est répartie entre un prologue, la « phase 1 », la « phase 2 », l'« impact 1 », l'« impact 2 » et l'épilogue.
L'édition française adoptait un découpage plus fin : « phases » 1 à 11 et les « impacts » de 1 à 4. Les « phases » sont les épisodes racontant la saga d'Onslaught à proprement parler, et les « impacts » sont des épisodes où les héros traitent les conséquences secondaires des actes d'Onslaught.
Certains héros sont mentionnés comme ayant participé à ces événements, mais sans que l'histoire soit dessinée : par exemple, dans la bande dessinée Green Goblin #12, il est évoqué que Daredevil, Steel Spider et les New Warriors ont participé aux combats contre les Sentinelles alors qu'aucune bande dessinée ne représente ces combats particuliers.

### Onslaught Reborn
Le personnage est de retour dans la série Onslaught Reborn #1 (novembre 2006), scénarisée par Jeph Loeb et dessinée par Rob Liefeld. Ce n'est qu'en février 2008 que paraît le dernier numéro de la mini-série (la postface de l'édition française indique que c'est un trait caractéristique de Liefeld).

## Biographie du personnage

### Origines
Onslaught n'est pas une personne à proprement parler : du point de vue de sa personnalité, il est la fusion des « mauvais aspects » des personnalités de deux mutants parmi les plus puissants de l'univers Marvel : le professeur Xavier et Magnéto. Il possède aussi tous leurs pouvoirs. Plus tard, il vole les pouvoirs d'autres puissants mutants.
Au cours d'une bataille entre les X-Men et les acolytes de Magneto, Wolverine a tailladé Magneto et en réponse celui-ci a totalement arraché le squelette en Adamantium du corps de Wolverine, le blessant gravement au point que son facteur de guérison avait du mal à le guérir. Pour le professeur Xavier, ce fut la goutte d'eau. Ayant toléré chacune des actions perverses de Magneto, même ses actions récentes qui avaient tué des centaines de personnes à travers le monde en une seule journée, il a finalement craqué. Il a utilisé ses pouvoirs télépathiques pour désactiver l'esprit de Magneto, le mettant dans un état catatonique. Pendant le contact psionique, la colère, le chagrin et le désir de vengeance de Magneto sont entrés par osmose dans la conscience du professeur Xavier; se mêlant à tous les sentiments négatifs longtemps réprimés que le professeur avait endurés au cours des 30 dernières années. Cette agrégation a abouti à la formation d'une personnalité distincte au sein du professeur Xavier : l'être connu sous le nom d'Onslaught.
Bien qu'il ne soit au départ qu'une personnalité cohabitant avec celle de Xavier, Onslaught a acquis ensuite la capacité de se matérialiser. Les pouvoirs qu'il combine faisaient de lui la créature la plus puissante existante sur Terre, de son « éclosion » à sa destruction.
Étant donné qu'il a été créé uniquement à partir de pensées mauvaises, Onslaught est dépourvu de tout scrupule. Il ambitionne de soumettre l'Humanité, et n'a pas de réticence pour quelque méthode que ce soit. Il utilise donc les autres êtres comme des pions pour arriver à ses fins.

### Prémices
Le mutant Bishop vient d'un futur où les X-Men sont tous tombés au combat à cause d'un traître, sauf Gambit. Bishop soupçonne Gambit d'être lui-même le traître. Mais les X-Men ne savent pas quelle mesure prendre face à l'histoire de Bishop, celui-ci reconnaissant qu'on ne peut punir Gambit s'il n'a pas « encore » trahi.
Bien plus tard, entre l'augmentation de l'hystérie anti-mutante et la tentative de trouver un remède au virus Legacy, Xavier a finalement craqué lorsqu'un jeune mutant a été battu à mort près de l'Institut Xavier, permettant enfin à Onslaught de se manifester.
Le Fléau est alors retrouvé terrassé, capable uniquement de prononcer le nom de son agresseur : « Onslaught ». Mais, bien qu'il sache qui est Onslaught, le traumatisme l'empêche d'en dire plus et il tombe dans le coma. Onslaught a alors commencé à chercher des alliés pour atteindre ses objectifs. Le premier de ces alliés était le Mimic que Onslaught a téléporté au milieu d'une bataille avec X-Force en Sibérie. Par ailleurs, des ordinateurs du programme Sentinelles sont volés, le nom « Onslaught » étant laissé sur les murs. Par la suite, quatre X-Men sont attaqués par le mutant Post, qui se dit « héraut d'Onslaught ». Ils ont toutes les peines du monde à le vaincre, Post disposant d'une fraction de la puissance d'Onslaught. Plus tard, Post attaque le mutant Cable. Celui-ci est vaincu mais Post, se souvenant qu'il devait la vie à Cable, refuse de le tuer malgré l'ordre d'Onslaught.

### Phase 1
Onslaught contacte télépathiquement Jean Grey, tentant de la convaincre de le rejoindre. Elle refuse, n'obtenant pas d'autre information que l'avertissement de son arrivée.
De retour à l'Institut Xavier, Jean est priée par le Fléau sorti du coma de retrouver dans ses souvenirs la vraie identité d'Onslaught. Terrifiée par ce qu'elle découvre, elle conseille au Fléau de fuir. Mais celui-ci est arrêté dans sa fuite par Charles Xavier, qui révèle son apparence colossale : il est Onslaught. Il arrache son rubis mystique (la source de son pouvoir) au Fléau et enferme son esprit dans le joyau. Puis Xavier convoque ses X-Men en réunion. Pour tenter d'en savoir plus, Jean ne révèle pas à ses coéquipiers le secret de Xavier. Ce dernier leur annonce qu'ils doivent prendre le contrôle du monde pour protéger les mutants. Mais ceux-ci refusent cette ligne, digne de Magnéto à part le Fauve qui se révèle être Dark Beast de l'Age of Apocalypse. Xavier révèle alors son apparence d'Onslaught et terrasse les X-Men, mais est incapable de les tuer.
Pendant ce temps, le jeune X-Man (Nate Grey) contacte les Vengeurs pour leur demander de l'aide contre Onslaught. Incrédules, les Vengeurs viennent tout de même à l'Institut Xavier. Ils réfléchissent avec les X-Men sur la nature d'Onslaught, cherchant par exemple à interpréter la ressemblance du colosse avec l'armure de Magnéto. Les héros se répartissent les tâches suivantes : retrouver Magnéto (équipe composite de X-Men et de Vengeurs); prévenir les Quatre Fantastiques (petite équipe de Vengeurs) ; protéger Nate Grey (X-Force, équipe alliée des X-Men) ; retrouver et protéger Cable contre Hulk (Tornade); rechercher des informations utiles sur le laboratoire de Xavier à l'île de Muir (équipe de X-Men et Excalibur).
Loin de là, une armée de robots Sentinelles est activée, programmée pour assiéger Manhattan.

### Phase 2
Le Docteur Strange et son allié Gomurr aident le Fléau à se libérer de son joyau. Désormais Cain Marko n'a plus de joyau, mais garde son pouvoir.
Les X-Men débarquent sur l'île de Muir et y explorent un lieu caché, connu seulement de Xavier. Ils y découvrent le « protocole Xavier » : un ensemble d'armes et de plans pour éliminer tout membre des X-Men qui tournerait mal. Il y a même une armure conçue pour protéger son porteur des pouvoirs de Xavier — et donc des pouvoirs télépathiques d'Onslaught.

### Phase 3
Le mutant Mister Sinistre attaque le groupe X-Force, accompagné de ses Maraudeurs et parvient à enlever X-Man.

### Phase 4
Onslaught soumet le héros Hulk à son contrôle mental, et l'envoie achever Cable. Celui-ci est secouru par Tornade. À eux deux, ils parviennent à blesser Hulk assez brutalement pour le libérer de l'emprise d'Onslaught. Hulk se joint ensuite à eux dans la lutte contre Onslaught.

### Phase 5
Le Fauve noir (Dark Beast), laquais d'Onslaught, est vaincu alors qu'il tentait de trouver de nouveaux alliés pour son maître. Divers serviteurs d'Onslaught sont vaincus.
Emma Frost évacue les jeunes étudiants de l'institut Xavier au Canada. Des erreurs de sa part la conduisent à s'opposer à la Division Alpha. Quand ils arrivent enfin à s'entendre, les héros canadiens n'ont plus le temps de rejoindre Manhattan pour aider à la lutte contre Onslaught.

### Phase 6
L'équipe mixte Vengeurs/X-Men retrouve Magnéto, rajeuni, se faisant appeler « Joseph », et partiellement amnésique. Ce n'est que bien plus tard que les personnages, aussi bien que les lecteurs, apprennent qu'il s'agissait en fait du clone de Magnéto. Joseph accepte de les accompagner à New York.

### Phase 7
Le professeur Xavier rend visite aux Quatre Fantastiques et leur propose de devenir le tuteur de Franklin Richards, l'enfant de Mr Fantastique et de la Femme invisible, puisqu'il s'agit d'un mutant. Ceux-ci refusent. Onslaught reprend alors sa véritable apparence (bien qu'ayant pris l'apparence de Xavier, la vraie personnalité de ce dernier n'avait pas repris le contrôle) et écrase les Fantastiques, aussi bien que les quelques X-Men et Vengeurs venus les prévenir. Onslaught s'échappe en kidnappant Franklin.

### Phase 8
Les Sentinelles mettent Manhattan en état de siège, et entament la traque des êtres surhumains à l'intérieur. Les Vengeurs, Fantastiques et X-Men en détruisent autant que possible. Les héros scientifiques (Red Richards, Tony Stark, etc.) montent des machines censées contrer les pouvoirs d'Onslaught, mais savent qu'en l'état elles ne suffiront pas.
Onslaught réussit à absorber les pouvoirs de Franklin Richards. Il fait alors apparaître une citadelle dominant Manhattan, et lance une impulsion électromagnétique qui met KO tous les héros utilisant des armures technologiques (comme Iron Man).

### Phase 9
Wolverine et Elektra retrouvent Gateway, un membre réserviste des X-Men. Celui-ci leur apprend comment Onslaught a été créé. Lors de la dernière bataille contre Magnéto, Xavier a « effacé » tous les mauvais aspects de la personnalité de Magnéto. Mais cette personnalité criminelle a en fait migré dans l'inconscient de Xavier, où elle a fusionné avec tout le mal que ce dernier refoulait. Onslaught est alors devenu un esprit autonome, qui a fini par dominer Xavier pour le contrôle de son corps.
Ben Reilly et Peter Parker détruisent quelques Sentinelles pour sauver la vie de Mary Jane Watson. Le bébé à naître de Peter et Mary-Jane est identifié par l'un des deux comme une source d'énergie, probablement un mutant. 
Retour du vrai Fauve (Hank Mc Coy).

### Phase 10
Onslaught pousse X-Man à échapper aux griffes de Mister Sinistre. Ni Sinistre ni X-Force ne parviennent à empêcher Onslaught d'enlever le jeune mutant.
Les héros combattant les Sentinelles reçoivent l'aide de Joseph (le clone de Magnéto) et même du Docteur Fatalis.
Le mutant Apocalypse s'allie à la Femme Invisible et à Cable pour libérer les enfants prisonniers d'Onslaught. Mais, quand Apocalypse tente de tuer Franklin Richards, la Femme invisible s'oppose à lui et le force à fuir. Onslaught expulse facilement les deux héros.
En combinant leurs armes avec l'« armure anti-Xavier », les héros scientifiques montent enfin un dispositif capable de les protéger des principaux pouvoirs d'Onslaught. Post et Holocauste, serviteurs d'Onslaught, sont envoyés détruire l'appareil. Face à leur formidable puissance de feu, les Vengeurs ne triomphent qu'en poussant les deux monstres à se combattre entre eux.
Onslaught intervient. Joseph, puis Cyclope emploient toute leur puissance pour fendre l'armure d'Onslaught. Thor profite de la fissure pour libérer Xavier de l'armure. Tous s'attendent à ce que, privé de Xavier, Onslaught cesse d'exister. Mais, ayant absorbé le pouvoir de Franklin Richards, Onslaught s'est créé une consistance physique avec ses pouvoirs ; Thor n'a fait qu'accélérer la « mue » d'Onslaught, qui comptait se débarrasser de Xavier après avoir aspiré son pouvoir (sauvant Xavier, mais tous ses pouvoirs étant maintenant dans les griffes d'Onslaught).
La libération d'Onslaught libère une impulsion d'énergie ; la Femme invisible et Cable permettent aux autres héros de s'en tirer vivants, mais New York est privée d'électricité.
Hulk tente une attaque seul, alors que la mise au point du dispositif n'est pas finie. Onslaught le plonge dans une fausse réalité. Comprenant qu'il n'a aucune chance seul, Hulk renonce.

### Phase 11
Xavier tente une médiation avec Onslaught, mais celui-ci menace de le tuer. Les X-Men arrivent en renfort, suivis des autres héros. Onslaught est en train de créer un nouveau Soleil pour détruire toute vie sur Terre, et s'entoure d'un bouclier pour ne pas être interrompu. Le Docteur Fatalis note que le Soleil doit prendre une grande part de son énergie, et propose une tactique pour le frapper efficacement : ouvrir une fissure dans le bouclier, puis que la X-Woman Malicia et le Vengeur Vision fusionnent (Vision pouvant devenir immatériel), pour le frapper de concert. Le bouclier tombe.
La télépathe Jean Grey désinhibe Hulk (en retirant la présence de Bruce Banner, son alter ego, de son esprit), celui-ci déchaînant alors toutes ses forces en brisant l'enveloppe physique d'Onslaught. Devenu un être de pensée pure, Onslaught ne peut plus être frappé, mais lui-même peut attaquer les héros par ses pouvoirs psychiques. Mr Fantastique devine alors que si certains héros se jettent dans le faisceau d'énergie, ils deviendront un corps pour Onslaught, et détruire ce corps détruira Onslaught définitivement. En revanche, les mutants augmenteraient le pouvoir d'Onslaught s'ils se jetaient dans le faisceau. Tous les héros non-mutants (y compris un Bruce Banner dissocié de Hulk), ainsi que la Sorcière rouge se jettent dans le faisceau (Iron Man forçant la main à Fatalis), les mutants détruisant ensuite le corps obtenu.

### Épilogue et conséquences
Onslaught est détruit, mais les principaux héros sont morts, les mutants en étant tenus pour responsables (pour autant que le public le sache, les mutants semblent avoir tué les autres héros). Charles Xavier, dont le pouvoir a disparu, se rend aux autorités en signe d'apaisement.
Ce crossover servira de déclencheur à l’Opération Tolérance Zéro. Ce n'est que bien plus tard qu'on découvrira que, grâce au pouvoir de Franklin Richards, les héros ne sont pas morts mais qu'ils ont été transportés dans un univers parallèle.
L'événement Onslaught conduira également à la création de l'équipe des Thunderbolts, qui prend la place restée vacante par la disparition des Vengeurs et des Quatre Fantastiques.

### Onslaught Reborn
Dans la série Onslaught Reborn, le personnage d'Onslaught revient à cause des sentiments négatifs de Charles Xavier, provoqués par les événements de House of M et Deadly Genesis (en). 
Dans cette série, Onslaught a beaucoup moins de pouvoirs. Il dispose seulement d'un corps avec une force considérable et de la faculté de posséder le corps d'autrui. Pour lui échapper, Franklin Richards s'exile dans l'univers d’Heroes Reborn — l'univers où étaient ressuscités ceux qui s'étaient sacrifiés pour détruire Onslaught —, poursuivit par Onslaught. La plus grande partie de la série se passe dans cet univers.
À la fin de la série, Onslaught est exilé dans la Zone négative.

## Pouvoirs et capacités
À l’origine, Onslaught est doté de capacités psioniques similaires à celles du Professeur Xavier, ainsi qu’une portion du pouvoir magnétique du mutant Magnéto.
Par la suite, après voir enlevé d’autres mutants, Onslaught développe ses capacités avec celles de Franklin Richards (qui lui donne ainsi la possibilité de remodeler la réalité) et celles d’X-Man, portant ses capacités mentales à des niveaux inédits jusque là :
- Onslaught possédait des pouvoirs télépathiques et télékinésiques, notamment la projection astrale, la création d’illusions et la projection de décharges mentales[1] ;
- il pouvait aussi repérer la présence de mutants uniquement par leurs ondes mentales, manipuler les champs magnétiques et modifier la réalité[1] ;
- il était également capable d'augmenter sa taille et sa force physique, jusqu’à rivaliser avec celle de Hulk[1].

Lors de sa réapparition dans l'histoire Onslaught Reborn, il semble qu'il ne possède plus que des pouvoirs télépathiques (probablement du niveau de ceux de Charles Xavier), une force surhumaine et la capacité inédite de pouvoir posséder psychiquement les autres êtres vivants.

## Autres médias
Apparait en tant que boss final dans le jeu vidéo Marvel vs. Capcom: Clash of Super Heroes.